# آوازخوان حرفه‌ای ۳
آوازخوان حرفه‌ای ۳ (انگلیسی: Pitch Perfect 3) فیلمی موزیکال-کمدی به کارگردانی تریش سی و نوشتهٔ کی کنون، مایک وایت و دانا فاکس است. این فیلم دنبالهٔ آوازخوان حرفه‌ای ۲ و سومین فیلم در مجموعه فیلم‌های آوازخوان حرفه‌ای است. کارگردان فیلم تریش سی قصد ساخت آوازخوان حرفه‌ای ۴ را هم داشت که با فوت همسرش از ساخت چهارمین فیلم در این مجموعه منصرف شد.